# Rinaldo d’Este (1618–1672)
Rinaldo d’Este (ur. 1618 w Modenie, zm. 30 września 1672 tamże) − włoski kardynał, wywodzący się z rodu książęcego D’Este, rządzącego księstwem Modeny.

## Życiorys
Był synem księcia Modeny Alfonsa III d’Este i jego żony Izabeli Sabaudzkiej. W wieku zaledwie 23 lat, 16 grudnia 1641 został mianowany kardynałem diakonem przez papieża Urbana VIII (1623–1644), jednak za jego pontyfikatu nie przybył do Rzymu z uwagi na wybuch pierwszej wojny o Castro (1642–1644). Przybył dopiero na konklawe zwołane po śmierci Urbana VIII w 1644. Początkowo należał do stronników Hiszpanii i Austrii w Kurii Rzymskiej, jednak z uwagi na konflikt z cesarskim ambasadorem w Rzymie, księciem Savellim oraz zmianę sojuszy po pierwszej wojnie o Castro, dość szybko przeszedł na stronę Francji. Bronił też krewnych Urbana VIII przed represjami, jakie spotkały ich od nowego papieża Innocentego X. W 1647 był przejściowo regentem księstwa Modeny, pod nieobecność swego brata, księcia Franciszka, który walczył z Hiszpanami po stronie Francji.
5 października 1650 został wybrany biskupem Reggio Emilia, drugiego co do znaczenia miasta w księstwie Modeny. 19 listopada 1651 przyjął sakrę biskupią z rąk Roberto Fontany, biskupa Modeny. Z wielkim oddaniem pełnił swe obowiązki diecezjalne. Kiedy w 1655 musiał znowu tymczasowo zastąpić brata w zarządzaniu księstwem, uczynił do niechętnie z uwagi na konieczność opuszczenia diecezji. Ostatecznie jednak zrezygnował z biskupstwa 23 kwietnia 1660 z uwagi na obowiązki w Kurii Rzymskiej.
Od 1645 aż do śmierci pełnił w Kurii funkcję kardynała-protektora Królestwa Francji. Z tego tytułu przysługiwało mu prawo do wielu bogatych beneficjów na terenie Francji, np. w 1661 został opatem komendatoryjnym Cluny. W 1652 król Ludwik XIV wysunął jego kandydaturę do objęcia diecezji Montpellier, jednak papież Innocenty X nie zgodził się, z uwagi na normy kanoniczne zabraniające łączenia dwóch lub więcej diecezji w rękach jednego biskupa (d’Este był wówczas biskupem Reggio). Był nadto komendatariuszem wielu opactw i beneficjów we Francji i we Włoszech. Aresztowanie przez papieską gwardię korsykańską przestępcy, który schronił się w ogrodach jego willi w Rzymie w sierpniu 1662 stało się zaczątkiem jednego z najpoważniejszych kryzysów dyplomatycznych w stosunkach papiestwa z Francją w XVII wieku.
Na konklawe 1655 poparł wybór kardynała Fabio Chigiego, który został papieżem Aleksandrem VII (1655–1667). W październiku 1666 został protodiakonem Kolegium Kardynalskiego. Z racji sprawowania tej funkcji, był jedną z najważniejszych postaci w trakcie obrzędów konklawe 1667; to on wygłosił formułę habemus papam oraz koronował nowego papieża Klemensa IX (26 czerwca 1667). W 1668 został promowany do rangi kardynała prezbitera i w marcu 1671 osiągnął pozycję protoprezbitera Kolegium Kardynałów, co uprawniło go do objęcia pierwszej wakującej diecezji suburbikarnej. Korzystając z tego prawa, 24 sierpnia 1671 Rinaldo otrzymał promocję do rangi kardynała biskupa Palestriny. Uczestniczył w Konklawe 1669–1670.
Był członkiem kilku kongregacji kurialnych:
- Kongregacji ds. Ceremoniału,
- Kongregacji Rozkrzewiania Wiary,
- Kongregacji ds. Obrzędów,
- Kongregacji ds. Biskupów i Zakonników,
- Kongregacji Świętego Oficjum Inkwizycji,
- Kongregacji Konsystorialnej,
- Trybunału Apostolskiej Sygnatury Łaski.

Rinaldo d’Este zmarł w Modenie w wieku 54 lat.